# Gal Kurež
Gal Kurež, slovenski nogometaš, * 27. april 2001.
Kurež je profesionalni nogometaš, ki igra na položaju napadalca ali vezista. Od leta 2025 je član ciprskega kluba Enosis Neon Paralimni. Pred tem je igral za slovenske klube Olimpijo, Bravo, Rogaško in Muro ter makedonski Tikveš. Skupno je v prvi slovenski ligi odigral 75 tekem in dosegel štiri gole. Bil je tudi član slovenske reprezentance do 19 in 21 let.